# A Batalha de Tetuão
A batalha de Tetuão é um quadro pintado por Marià Fortuny i Marsal por encomenda da Assembleia de Barcelona entre 1862 e 1864, onde se refletem os feitos na batalha de Tetuão, durante a Guerra de África.  A Assembleia queria colocar esta obra no Salão de Conselhos do Palácio da Assembleia. Atualmente encontra-se no Museu Nacional de Arte da Catalunha, em Barcelona, com o número de inventário 010695-000, graças a uma contribuição da Assembleia de Barcelona em 1919.

## História
A Assembleia de Barcelona pagou a Fortuny uma viagem a Paris para que se inspirasse em “A tomada de Smala de Abd el-Kader pelo duque de Aumale em Taguin”, de Horace Vernet, pintada aproximadamente em 1843. 
A tela foi pintada em Roma e foi para a Catalunha depois da morte do seu autor.